# Васко Реджині
Васко Реджині (італ. Vasco Regini, нар. 9 вересня 1990, Чезена) — італійський футболіст, захисник клубу «Реджина».

## Клубна кар'єра
Народився 9 вересня 1990 року в місті Чезена. Вихованець футбольної школи клубу «Чезена». До 2008 року виступав за молодіжну команду клубу. На професійному рівні дебютував 1 березня 2008 року в матчі проти «Болоньї» у Серії B. За підсумками того сезону команда понизилась у класі, проте Реджині все рівно не зміг пробитись до основи.
У січні 2009 року Реджині перейшов в «Сампдорію». 9 травня 2009 року він дебютував за новий клуб у матчі проти «Реджини», в якому він на 71-й хвилині замінив Андреа Раджі. Цей матч став дебютним для Васко в Серії A, а також єдиним для Реджині в основному складі «Сампдорії» за півтора року, в інший час він виступав за молодіжний склад клубу.
Влітку 2010 року Реджині був відданий в річну оренду «Фоджі» з Ліги Про, третього дивізіону чемпіонату Італії. Там він був одним з основних гравців і відіграв за сезон 31 матч і забив 1 гол.
У серпні 2011 року Реджині був відданий в річну оренду в «Емполі», який виступав у Серії B. Там Васко також став одним з основних футболістів, завдяки чому через рік його перехід в «Емполі» був оформлений на постійній основі. У сезоні 2012/13 Реджині, залишаючись гравцем основного складу, допоміг «Емполі» зайняти четверте місце і потрапити в плей-офф за право виходу в Серію A, проте у фіналі команда поступилася «Ліворно».
Влітку 2013 року «Сампдорія» повернула Реджині. Цього разу він став основним гравцем команди та за два з половиною роки зіграв за неї понад 70 матчів в Серії A.
1 лютого 2016 року Васко був відданий в оренду до кінця сезону в «Наполі», але зіграв лише в одному матчі й влітку повернувся в «Сампдорію». Був гравцем генуезької команди до 2021 року, за ці роки також на умовах оренди грав за СПАЛ і «Парму».
13 липня 2021 року приєднався до друголігової «Реджини».

## Виступи за збірні
У 2008 році Реджині зіграв два матчі за збірну Італії серед гравців до 19 років. У тому ж році дебютував у збірній гравців до 20 років. В її складі Реджині став учасником невдалого для Італії чемпіонату світу 2009 року, на якому зіграв лише один матч.
У 2013 році Васко був гравцем молодіжної збірної Італії, якій допоміг дійти до фіналу молодіжного чемпіонату Європи. На турнірі він відіграв без замін три матчі, включаючи фінальний проти збірної Іспанії.

## Статистика виступів

### Статистика клубних виступів
Станом на 22 травня 2021
| Сезон                 | Команда               | Чемпіонат             | Чемпіонат | Чемпіонат | Національний кубок | Національний кубок | Національний кубок | Континентальні кубки | Континентальні кубки | Континентальні кубки | Інші змагання | Інші змагання | Інші змагання | Усього | Усього |
| Сезон                 | Команда               | Ліга                  | Ігор      | Голів     | Ліга               | Ігор               | Голів              | Ліга                 | Ігор                 | Голів                | Ліга          | Ігор          | Голів         | Ігор   | Голів  |
| --------------------- | --------------------- | --------------------- | --------- | --------- | ------------------ | ------------------ | ------------------ | -------------------- | -------------------- | -------------------- | ------------- | ------------- | ------------- | ------ | ------ |
| 2007–08               | «Чезена»              | B (ІІ)                | 7         | 0         | КІ                 | 0                  | 0                  | -                    | -                    | -                    | -             | -             | -             | 7      | 0      |
| 2008–09               | «Чезена»              | 1Д (ІІІ)              | 3         | 0         | КІ                 | 2                  | 0                  | -                    | -                    | -                    | -             | -             | -             | 5      | 0      |
| Усього за «Чезену»    | Усього за «Чезену»    | Усього за «Чезену»    | 10        | 0         |                    | 2                  | 0                  |                      |                      |                      |               |               |               | 12     | 0      |
| 2008–09               | «Сампдорія»           | A                     | 1         | 0         | КІ                 | 0                  | 0                  | -                    | -                    | -                    | -             | -             | -             | 1      | 0      |
| 2009–10               | «Сампдорія»           | A                     | 0         | 0         | КІ                 | 0                  | 0                  | -                    | -                    | -                    | -             | -             | -             | 0      | 0      |
| 2010–11               | «Фоджа»               | 1Д (ІІІ)              | 31        | 1         | КІ+КІ-ЛП           | 0+0                | 0+0                | -                    | -                    | -                    | -             | -             | -             | 31     | 1      |
| 2011–12               | «Емполі»              | B (ІІ)                | 32        | 0         | КІ                 | 3                  | 0                  | -                    | -                    | -                    | -             | -             | -             | 35     | 0      |
| 2012–13               | «Емполі»              | B (ІІ)                | 41+4      | 1         | КІ                 | 1                  | 0                  | -                    | -                    | -                    | -             | -             | -             | 46     | 1      |
| Усього за «Емполі»    | Усього за «Емполі»    | Усього за «Емполі»    | 73+4      | 1         |                    | 4                  | 0                  |                      |                      |                      |               |               |               | 81     | 1      |
| 2013–14               | «Сампдорія»           | A                     | 29        | 0         | КІ                 | 2                  | 0                  | -                    | -                    | -                    | -             | -             | -             | 31     | 0      |
| 2014–15               | «Сампдорія»           | A                     | 28        | 0         | КІ                 | 2                  | 0                  | -                    | -                    | -                    | -             | -             | -             | 30     | 0      |
| 2015–16               | «Сампдорія»           | A                     | 14        | 0         | КІ                 | 1                  | 0                  | ЛЄ                   | 1                    | 0                    | -             | -             | -             | 16     | 0      |
| 2015–16               | «Наполі»              | A                     | 1         | 0         | КІ                 | -                  | -                  | ЛЄ                   | 0                    | 0                    | -             | -             | -             | 1      | 0      |
| 2016–17               | «Сампдорія»           | A                     | 34        | 0         | КІ                 | 3                  | 0                  | -                    | -                    | -                    | -             | -             | -             | 37     | 0      |
| 2017–18               | «Сампдорія»           | A                     | 13        | 0         | КІ                 | 2                  | -                  | -                    | -                    | -                    | -             | -             | -             | 15     | 0      |
| 2018-січ.2019         | «Сампдорія»           | A                     | 0         | 0         | КІ                 | 0                  | -                  | -                    | -                    | -                    | -             | -             | -             | 0      | 0      |
| січ.-черв. 2019       | СПАЛ                  | A                     | 4         | 0         | КІ                 | 0                  | 0                  | -                    | -                    | -                    | -             | -             | -             | 4      | 0      |
| 2019-січ. 2020        | «Сампдорія»           | A                     | 3         | 0         | КІ                 | 1                  | 0                  | -                    | -                    | -                    | -             | -             | -             | 4      | 0      |
| січ.-черв. 2020       | «Парма»               | A                     | 2         | 0         | КІ                 | 0                  | 0                  | -                    | -                    | -                    | -             | -             | -             | 2      | 0      |
| 2020–21               | Сампдорія»            | A                     | 3         | 0         | КІ                 | 1                  | 0                  | -                    | -                    | -                    | -             | -             | -             | 4      | 0      |
| Усього за «Сампдорію» | Усього за «Сампдорію» | Усього за «Сампдорію» | 127       | 0         |                    | 12                 | 0                  |                      | 1                    | 0                    |               |               |               | 139    | 0      |
| 2021–22               | «Реджина»             | B                     | 0         | 0         | КІ                 | 0                  | 0                  | -                    | -                    | -                    | -             | -             | -             | 0      | 0      |
| Усього за кар'єру     | Усього за кар'єру     | Усього за кар'єру     | 246+4     | 2         |                    | 18                 | 0                  |                      | 1                    | 0                    |               |               |               | 268    | 2      |